# Gautieria sinensis
Gautieria sinensis är en svampart som beskrevs av J.Z. Ying 1995. Gautieria sinensis ingår i släktet Gautieria och familjen Gomphaceae.   Inga underarter finns listade i Catalogue of Life.